# Porogobius schlegelii
Porogobius schlegelii es una especie de peces de la familia de los Gobiidae en el orden de los Perciformes.

## Morfología
Los machos pueden llegar a alcanzar los 14,9 cm de longitud total.

## Alimentación
Come peces, fitoplancton, detritos y lamelibranquios .

## Hábitat
Es un pez de clima tropical y demersal.

## Distribución geográfica
Se encuentran en África: desde el Senegal hasta la República Democrática del Congo.

## Observaciones
Es inofensivo para los humanos. 